# Права человека в Тринидаде и Тобаго
Права человека в Тринидаде и Тобаго составляют ряд прав, охраняемых Конституцией Тринидада и Тобаго. Тринидад и Тобаго ратифицировал ряд международных договоров и конвенций по правам человека, а части этих документов были включены во внутреннее законодательство страны. Министерство генерального прокурора создало отдел международного права и прав человека для обеспечения соблюдения этих принципов.

## Гендерное равенство
Раздел 4 Конституции запрещает дискриминацию по половому признаку. В 2014 году Тринидад и Тобаго занял 49-е место в Глобальном индексе гендерного разрыва Всемирного экономического форума, набрав 0,715 балла по сравнению с 36-м местом в 2013 году. По уровню участия женщин в рабочей силе страна заняла 87-е место. Женщины в среднем получали 66 % заработной платы мужчин за аналогичную работу, составляли 29 % парламента и занимали 6 % министерских должностей. Отдел по гендерным вопросам Министерства по вопросам молодежи, детей и гендера стремится улучшить положение в стране. В 2010 году должность премьер-министра впервые в стране заняла женщина, Камла Персад-Биссессар.
Однако насилие в отношении женщин растет: в 2013 году было зарегистрировано 689 случаев сексуальных преступлений, а с 2011 года этот показатель вырос на 200 человек. По словам госсекретаря США, правительство и неправительственные организации сообщили, что о многих случаях изнасилования и других сексуальных преступлений не сообщалось, отчасти из-за предполагаемого бездействия полиции, усугубляемого широким культурным принятием насилия на гендерной почве. Несмотря на то, что надежных статистических данных не хватает, женские группы в 2013 году заявили, что более 50 % женщин страны подвергались насилию. Многие лидеры общин утверждали, что жестокое обращение с женщинами, особенно в форме бытового насилия, продолжает оставаться серьёзной проблемой.

## Свободы

### Свобода прессы
В 2014 году «Репортеры без границ» в своем Индексе свободы прессы поставили Тринидад и Тобаго на 43-е место с результатом 23,28, что соответствует «удовлетворительной ситуации». В том же году Freedom House классифицировал Тринидад и Тобаго как «свободную страну» с точки зрения свободы прессы, что является самым высоким доступным уровнем. В 2012 году были возбуждены дела против журналистов за клевету, но в 2013 году таких случаев не зарегистрировано. Сообщалось, что политики время от времени пытались повлиять на прессу. Так, например, три известных журналиста ушли в отставку в качестве протеста против предполагаемого вмешательства правительства и публичной критики прессы премьер-министром. Также была проведена правительственная «клеветническая кампания» против двух журналистов, которые расследовали деятельность министра национальной безопасности и генерального прокурора. Тем не менее, существуют активные политические газеты, и все ежедневные и еженедельные газеты находятся в частной собственности, без ограничений на доступ к Интернету.

### Свобода вероисповедания
Свобода религии в Тринидаде и Тобаго защищена как внутренней правовой базой, так и международными конвенциями, а именно разделом 4 Конституции, защищающим «свободу совести и религиозных убеждений» и Международным пактом о гражданских и политических правах. Согласно отчету Государственного секретаря США за 2013 год, члены правительства часто принимали участие в церемониях и праздниках различных религиозных групп, регулярно подчеркивая религиозную толерантность, а государственные чиновники публично выступали против религиозной нетерпимости. Премьер-министр, например, участвовал в религиозных праздничных мероприятиях во время Рамадана, Дивали, Ид-аль-Фитра, Пасхи и выступал с соответствующими публичными заявлениями, подчеркивая религиозную свободу как глубоко укоренившуюся национальную ценность. Не зафиксировано сообщений о дискриминации по религиозному признаку.

## Торговля людьми
По словам госсекретаря США, по состоянию на 2013 год Тринидад и Тобаго является страной назначения, транзита и возможным источником для взрослых и детей, подвергающихся торговли сексуальными услугами, и взрослых, подвергаемых принудительному труду. Женщины и девочки из Доминиканской Республики, Гайаны, Венесуэлы и Колумбии, как сообщается, подвергались секс-торговле в тринидадских борделях и клубах. Экономические мигранты из Карибского региона и из Азии, включая Индию и Китай, подвержены принудительному труду. Такие случаи наблюдались в сфере бытовых услуг и розничной торговли. Сотрудники правоохранительных органов сообщают, что тринидадские дети уязвимы для торговли сексуальными услугами и принудительного труда, включая принудительную продажу наркотиков.
Исследование, проведенное в 2013 году, показало, что бордели или ночные клубы на всей территории Тринидада нанимают женщин для коммерческой сексуальных услуг и забирают их паспорта. Согласно отчету, правительством был достигнут значительный прогресс. В течение исследуемого периода власти активно расследовали преступления, связанные с торговлей людьми.
Случаи торговли людьми были также подтверждены официальными лицами Тринидада. В период с 2007 по 2013 год было зарегистрировано 42 случая, но, как полагают, это не в полной мере отражает масштабы проблемы. Официально документированных случаев торговли детьми не зарегистрировано.